# Арники ущелья у озера Пальга
А́рники уще́лья у о́зера Па́льга — государственный ботанический видоохранный памятник природы на территории Ловозерского района Мурманской области. Имеет научное значение.

## Расположение
Расположен в центральной части Кольского полуострова в западной части Ловозерского района в северо-восточной части гор Ловозерские тундры в 4,5 километрах от озера Светлое (Пальга) у истоков ручья Апуай — левого притока впадающей в Ловозеро реки Светлая. Адрес памятника — Мурманская область, Ловозерский район, Ловозерское лесничество, Ловозерское участковое лесничество, квартал 403, выдел 1. Расстояние от памятника до Мурманска — около 140 километров, до Ловозера — около 13 километров. Площадь памятника — 1 га.

## Описание
Памятник занимает участок ущелья, расположенного между горами Сэлсурт (798,4) и Куэтнучорр (674), длиной около 100 метров и шириной от 10 до 50 метров. Уникальность его заключается в наличии здесь, на дне и склонах ущелья, мест произрастания редкого, занесённого в Красную книгу России (категория 3) и Мурманской области (категория 1б) растения — эндемика северной Фенноскандии арники фенноскандской (Arnica fennoscandica). На территории России этот вид встречается только в Мурманской области.
Статус памятника природы получен 24 декабря 1980 года решением № 537 исполкома Мурманского областного Совета народных депутатов. Ответственные за контроль и охрану памятника — Дирекция государственных особо охраняемых природных территорий регионального значения Мурманской области и Комитет природопользования и Экологии Мурманской области. На подохранной территории запрещены: рубка леса, любые производственные работы, устройство мест отдыха и любые действия, ведущие к загрязнению памятника природы.
Добраться до памятника природы можно по зимнику, соединяющему озеро Светлое с селом Ловозеро, а от озера вверх по течению реки Светлая до места, где в неё впадает ручей Апуай, откуда до ущелья остаётся пройти менее двух километров. Средняя температура самого тёплого месяца в районе памятника составляет 12 °C, самого холодного — −14,3 °C, годовая сумма осадков — 376 мм.

## Карты местности
- Лист карты Q-36-V,VI Ревда. Масштаб: 1 : 200 000. Указать дату выпуска/состояния местности.
- Лист карты Q-36-9,10. Масштаб: 1 : 100 000. Указать дату выпуска/состояния местности.